# 苍穹火箭发动机
苍穹（英語：Welkin）是星河动力公司研制中的液氧煤油火箭发动机，采用燃气发生器循环。该发动机的特点是采用了针式喷射器，双吸式同轴涡轮泵，以及采用了涡流原理的燃气发生器。发动机为重复回收使用而设计，可将推力深度节流至20%，并可重复使用50次。